# Podu Iloaiei
Podu Iloaiei è una città della Romania di 10 162 abitanti, ubicata nel distretto di Iași nella regione storica della Moldavia.
Fanno parte dell'area amministrativa anche le località di Budăi, Cosiţeni, Holm e Scobâlţeni.
Podu Iloaiei ha ottenuto lo status di città il 12 ottobre 2005.
Il 3 aprile 2000 è stato scoperto un sito archeologico non lontano dal centro abitato chiamato "Campagna di Târgu" (șesul Târgului).